# Bacino minerario della Valle dell'Imera
Il bacino minerario della Valle dell’Imera è inserito in un territorio che si estende da Est-ovest nel centro Sicilia per una lunghezza di circa 130 km ed una larghezza di circa 60 km, esso attraversa le attuali provincie di Catania, Enna, Caltanissetta ed Agrigento.
Il bacino della valle dell'Imera è attraversato da alcune vie carrabili come la strada provinciale 202 che collega la città di Caltanissetta dal villaggio Santa Barbara con la stazione di Imera. Esso fa parte, nella provincia di Caltanissetta ed Enna, della riserva naturale orientata Monte Capodarso e Valle dell'Imera Meridionale.

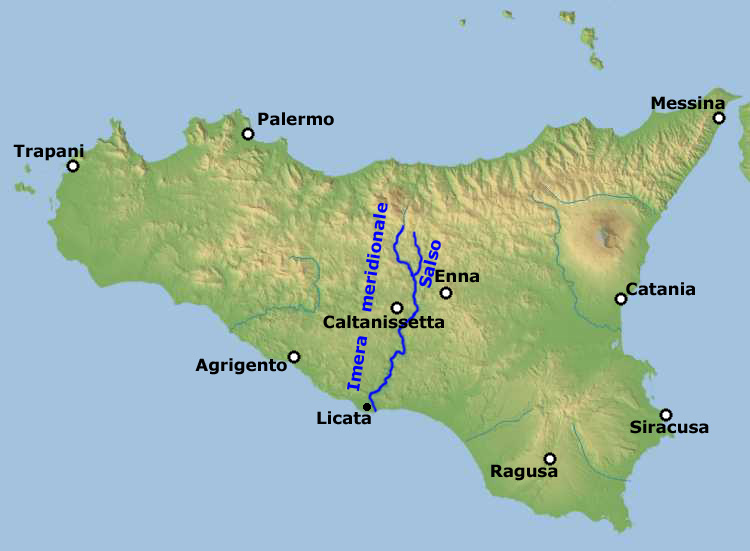
Valle dell'Imera meridionale

## Strutture minerarie

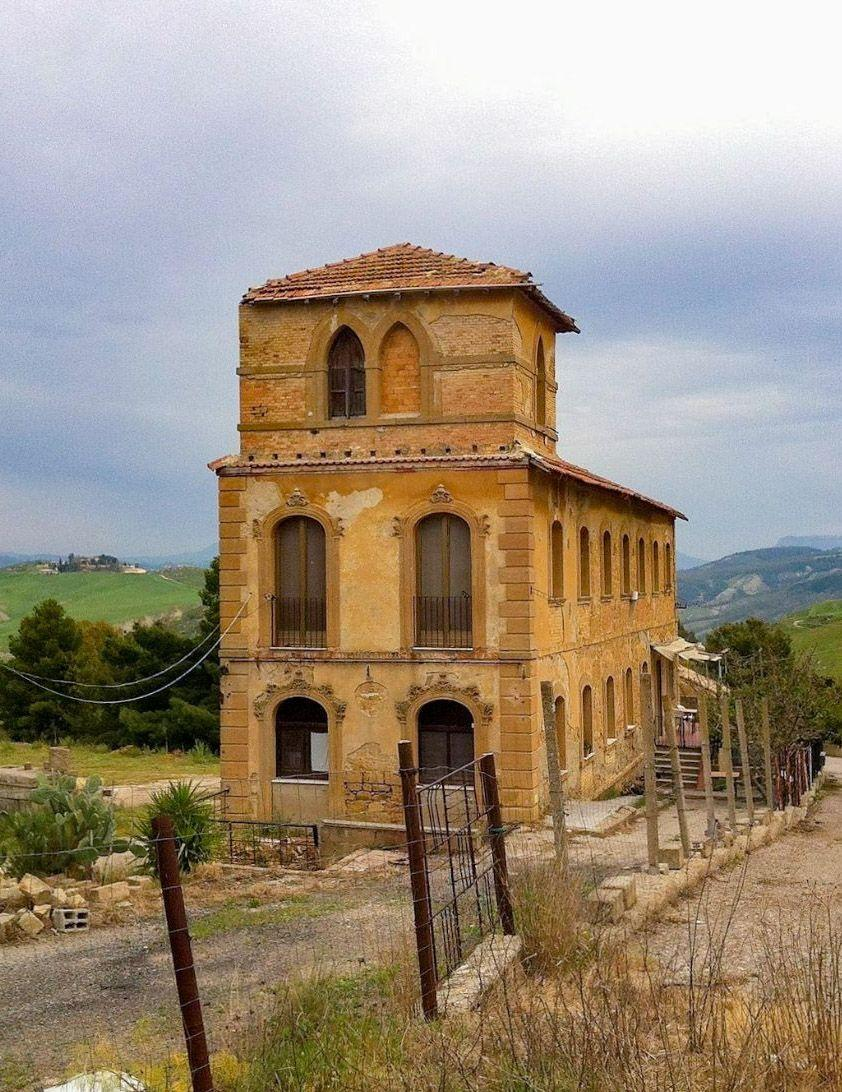
La struttura in soprasuolo della solfara Testasecca nel 2018
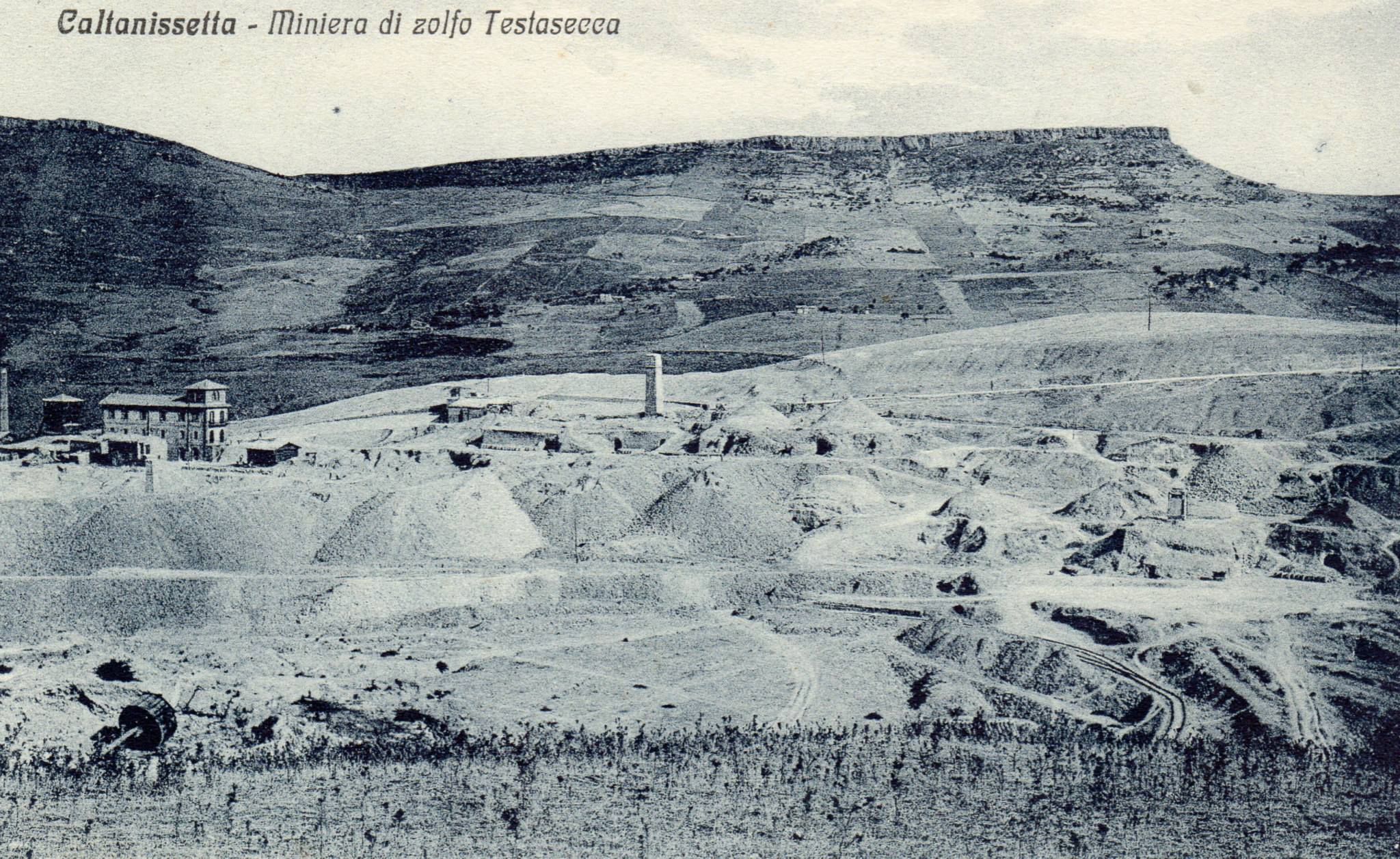
Valle delle miniere con la miniera Testasecca in attività
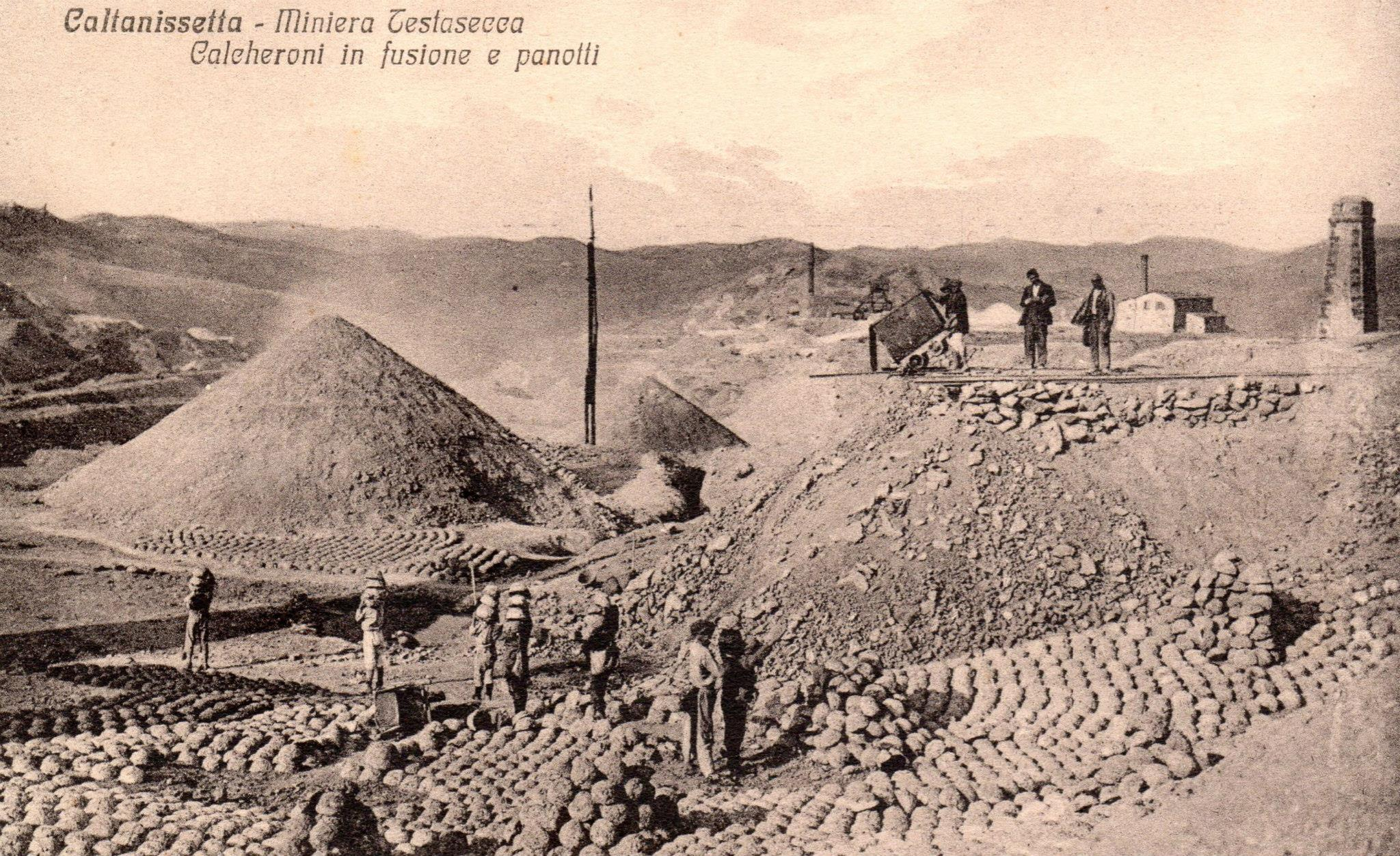
Valle delle miniere con i calcaroni in attività della miniera Testasecca

Il bacino minerario della Valle dell’Imera nel territorio di Caltanissetta è costituito dalle contrade Juncio e Stretto e dai giacimenti solfiferi della solfara Cinnirella, solfara Gessolungo, della Solfara Stretto Giordano, della solfara Saponaro, della solfara Trabonella e della solfara Giumentaro. 
Lo stesso bacino è stato oggetto negli anni di approfonditi studi da parte di Sebastiano Mottura, ed altri successivamente. 
Il bacino è delineato da tre rilievi: il monte San Giuliano, Sabucina e Capodarso.
I banchi di minerale zolfifero, oggetto di inteso sfruttamento minerario sin dagli inizi dell'800, hanno in alcuni punti una potenza di circa 22 metri nella solfara di Trabonella. In questo bacino minerario si è sviluppata la civiltà mineraria delle zolfare, civiltà che si è sviluppata per due secoli fino alla chiusura delle ultime miniere negli anni 80 del 900.

### Cimitero dei carusi

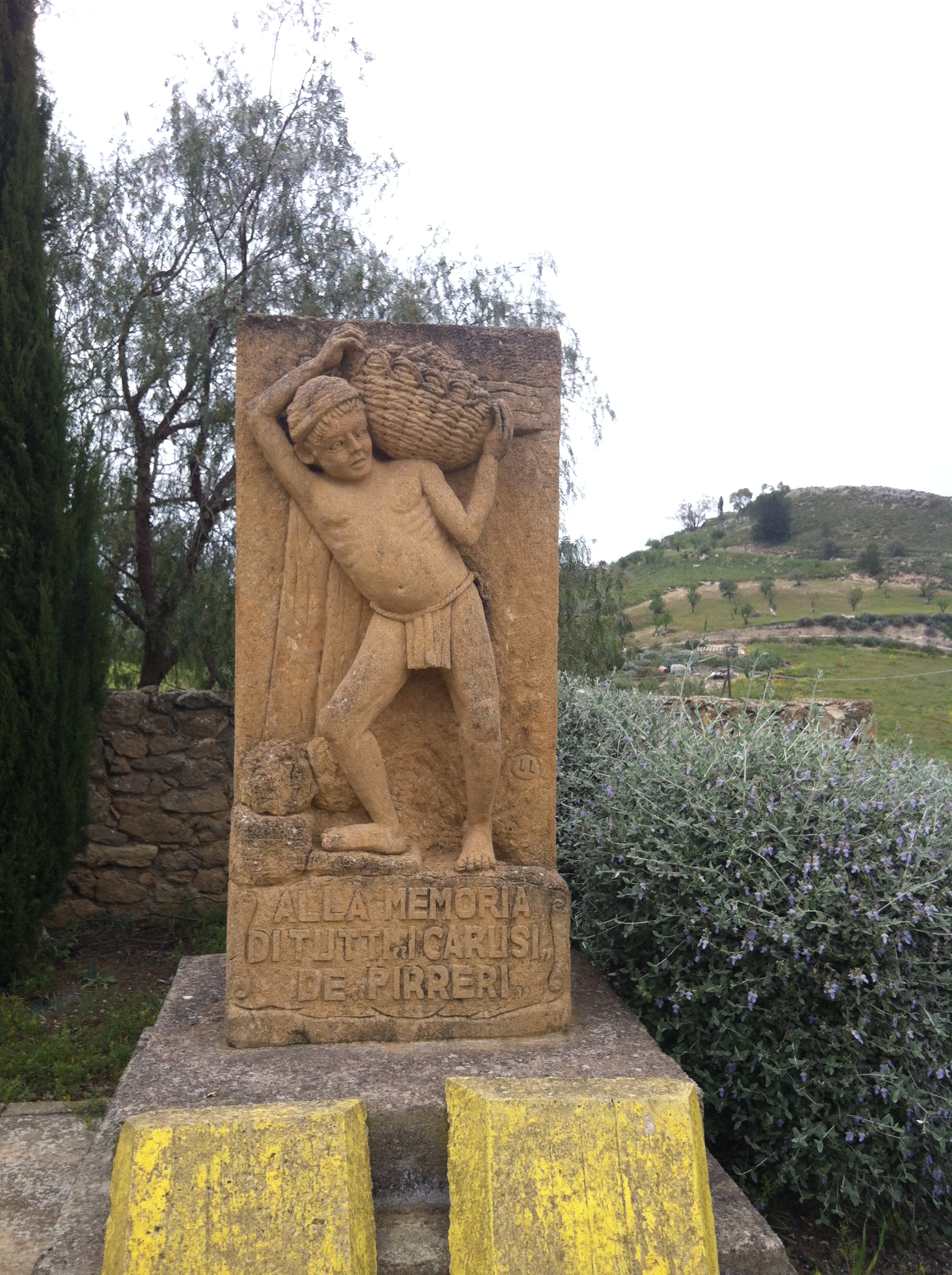
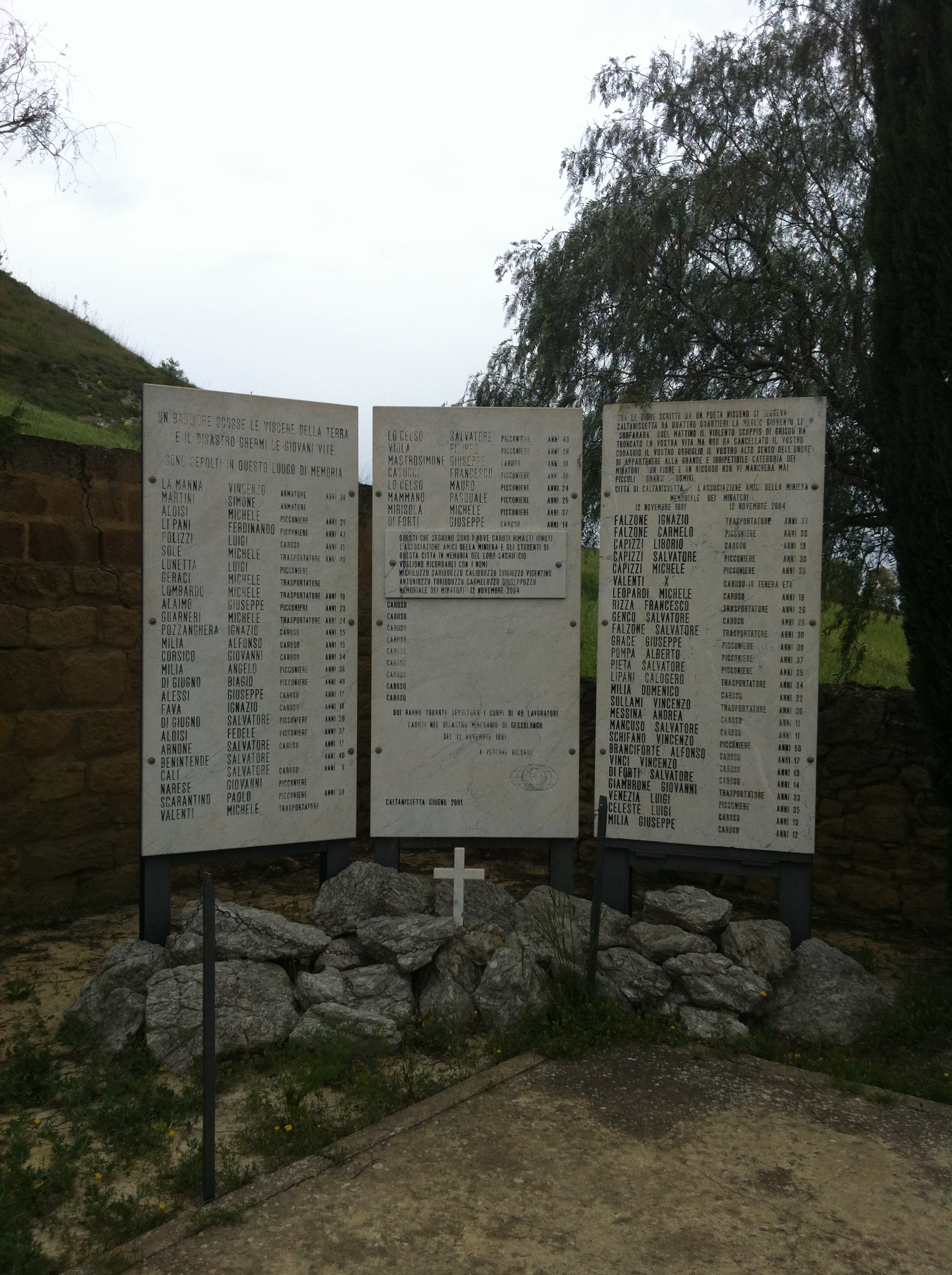
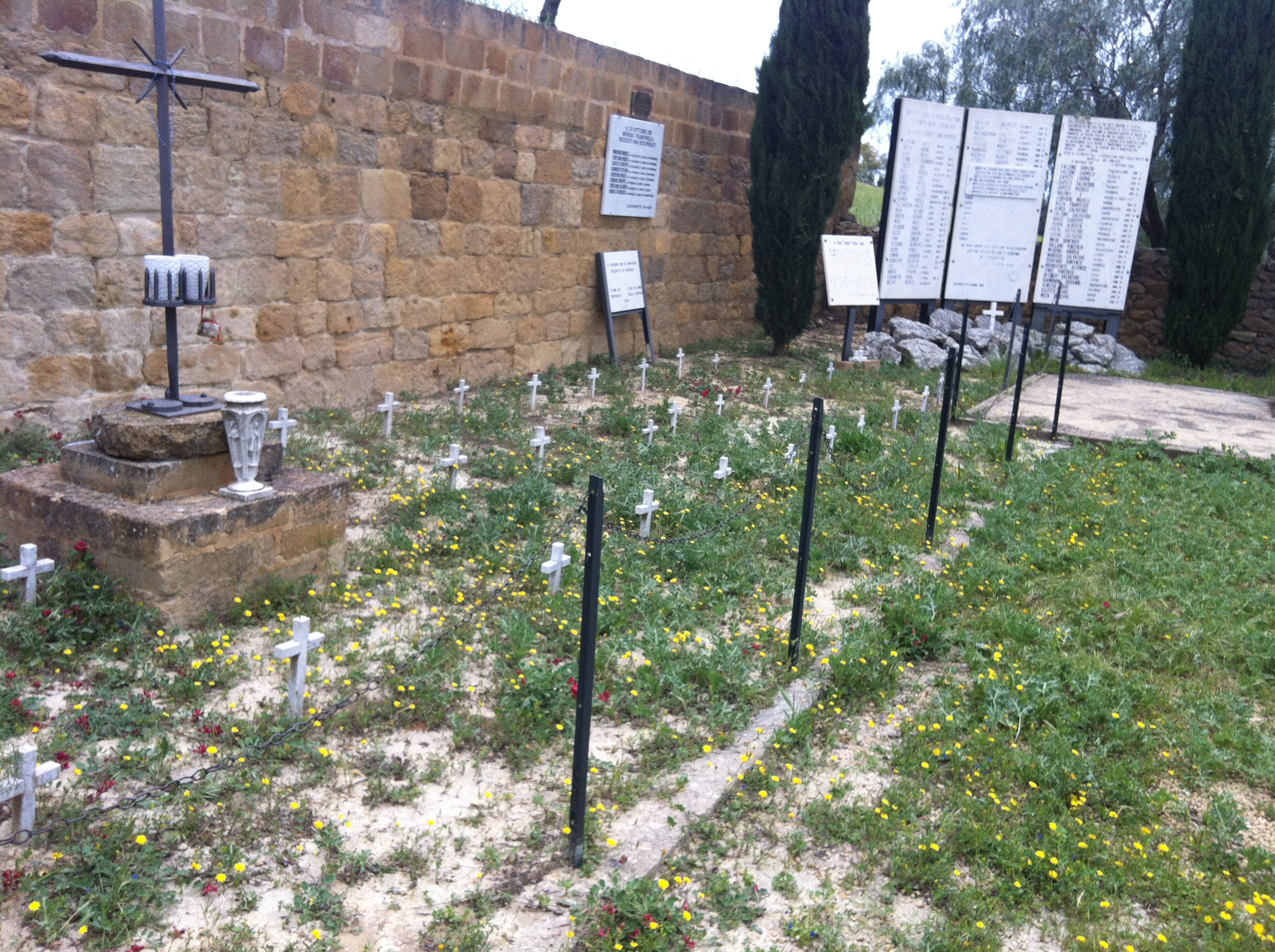

Nella valle compresa tra monte San Giuliano e Sabucina è sito il cimitero dei carusi, in cui riposano i resti di minatori e carusi morti nelle tante sciagure che hanno caratterizzato l'attività estrattiva negli anni; in particolare i morti della sciagura della solfara Gessolungo del 1881. Questo cimitero è posto sulla collina di fronte quella della miniera di Gessolungo, Saponaro e Giumentaro.